# Debulhador-cinzento
O Debulhador-cinzento (Toxostoma cinereum) é uma ave passeriforme de tamanho médio pertencente à família Mimidae. É endémico da península da Baixa Califórnia do México.

## Taxonomia e sistemática
O thrasher cinza tem duas subespécies, o nomear T. c. cinereum e T.c. mearnsi.

## Descrição
O thrasher cinza é 21,4 to 25,0 cm (8,4 to 9,8 in) longo. Quatro machos pesavam 58,6 to 69,8 g (2,07 to 2,46 oz) e uma fêmea 54,4 g (1,92 oz). É marrom-acinzentado acima com tons de canela na garupa. Suas partes inferiores são brancas com manchas pretas em forma de seta. As penas externas da cauda têm pontas brancas. Seus olhos são amarelo dourado. As subespécies são semelhantes, com T. c. mearnsi sendo um pouco mais escuro no geral.